# Melittina
La melittina è il componente principale del veleno d'ape (apitossina). Rappresenta il 52% circa dei peptidi presenti nel veleno.